# ドゥードゥルバグ

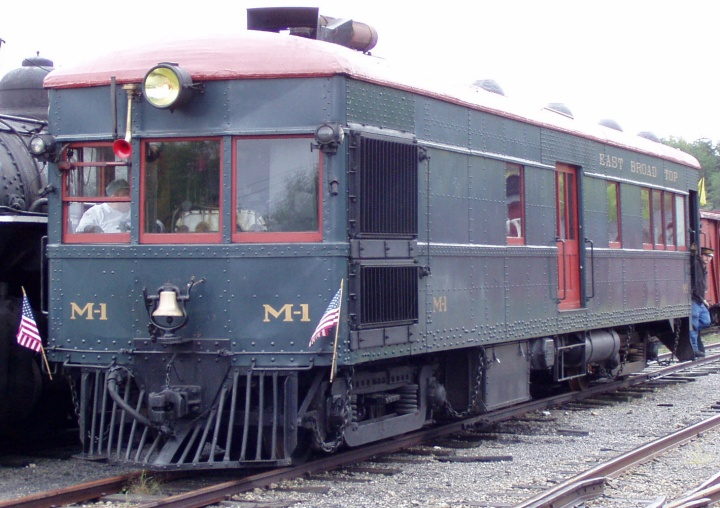
イースト・ブロード・トップ鉄道) のドゥードゥルバグM1

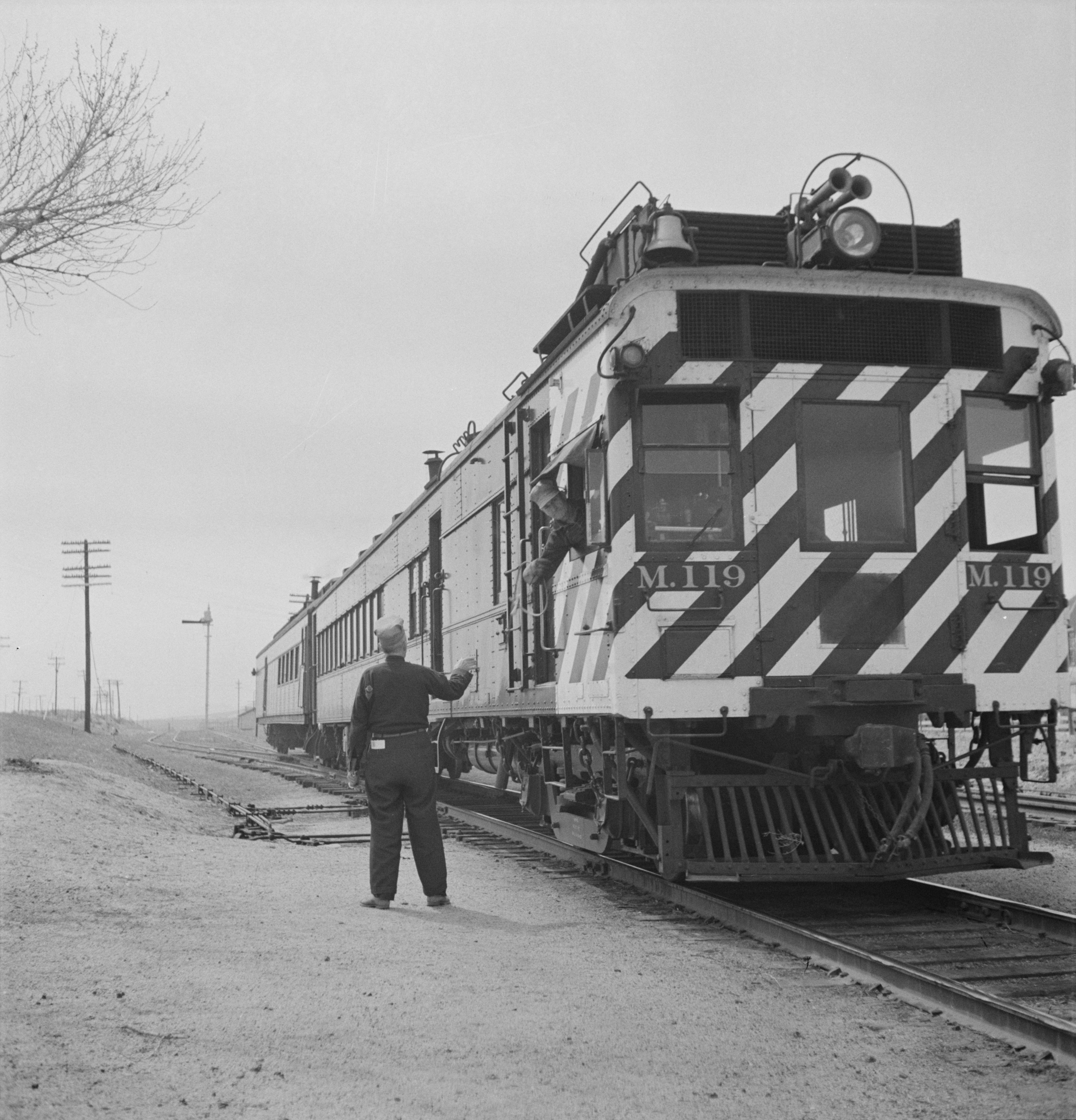
アッチソン・トピカ・アンド・サンタフェ鉄道のドゥードゥルバグM119

ドゥードゥルバグ（英語：Doodlebug）は、鉄道車両の一種。ガソリンエンジンの付いた電気式気動車のことであり、20世紀前半のアメリカ合衆国の鉄道で運用された。

## 概要
ドゥードゥルバグは、本来なら昆虫のアリジゴクを指す単語であるが、アメリカ合衆国ではガソリンエンジンで発電機を回して電気を作り、それで電気モーターを動かして走るガス・エレクトリック方式の客車（気動車）を指すようになった。
動力のない付随車を引いて走ることもあったが、一両だけで走ることのほうが多かった。20世紀の始めごろにはあちこちの鉄道で見られ、蒸気機関車にかわって、あまり輸送量の多くない支線で乗客や郵便物を運んだ。ドゥードゥルバグは、世界恐慌で貨客需要が減少した1930年代から姿を消し始めた。だが、ドゥードゥルバグ製造の過程で培われた気動車開発のノウハウは、バッド・ミシュラン・ゴムタイヤレールカーの生産（1931年）を経て、流線形車両、更には第二次世界大戦後のレール・ディーゼル・カーの開発に活かされた。

## その他
「ドゥードゥルバグ」というあだ名は後に、ナチス・ドイツのV1飛行爆弾にもつけられた。